# Bauru (stad)
Bauru (IPA: [bɐʊ̯ˈɾu]) is een gemeente en stad in de Braziliaanse staat São Paulo. De stad ligt ongeveer 345 km van São Paulo, de hoofdstad van de staat. Bauru heeft volgens het Instituto Brasileiro de Geografia e Estatística 371.690 inwoners en is daarmee de 67e stad van Brazilië. 
De stad is de zetel van het rooms-katholieke bisdom Bauru. 
Voetballer Pelé groeide op in Bauru. Hij speelde hier bij de plaatselijke voetbalclub Bauru FC.

## Aangrenzende gemeenten
De gemeente grenst aan Agudos, Arealva, Avaí, Duartina, Pederneiras, Piratininga en Reginópolis.

## Partnersteden
- Sibiu, Roemenië
- Tenri, Japan

## Geboren in Bauru
- Toninho Guerreiro (1942-1990), voetballer
- Ivair Ferreira (1945-2024), voetballer
- Washington Luiz de Paula (1953-2010), voetballer
- Marcos César Pontes (1963), de eerste Braziliaanse ruimtevaarder
- Júlio César da Silva (1963), voetballer
- Airton Daré (1978), autocoureur
- Giovanni Manson Ribeiro (2002), voetballer